# Dewoitine HD.412
Il Dewoitine HD.412 era un idrocorsa (idrovolante da competizione) monomotore ad ala bassa realizzato dall'azienda francese Constructions Aéronautiques Émile Dewoitine come proposta per la partecipazione alla Coppa Schneider del 1931.

## Storia del progetto

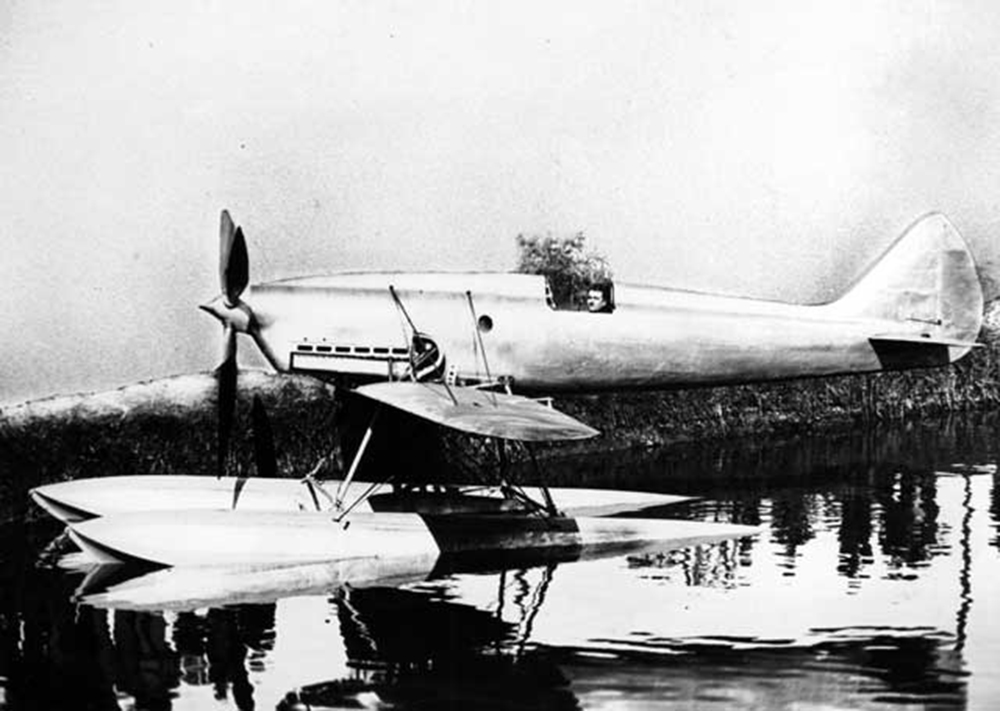
Il Dewoitine HD-412.

Nel 1928 il governo francese decise la partecipazione di una propria squadra nazionale al Trofeo Schneider dell'anno successivo, che si sarebbe tenuto a Calshot, in Gran Bretagna. A tale scopo venne costituita una Section d'Entrainement sulla Laguna di Berre, e si decise di commissionare la realizzazione di due modelli di idrovolanti da corsa alla ditta Société des Avions Bernard, ed uno alla Nieuport-Delage.
Anche la SAF (Avions Dewoitine), per mano del suo capo progettista ingegnere Émile Dewoitine, incominciò ad interessarsi alla competizione. Nel 1930 egli progettò un idrovolante da addestramento designato HD.40. Nei primi mesi del 1930 Dewoitine realizzò il progetto dell'idrovolante da addestramento HD.41, da cui trasse il definitivo idrovolante da competizione HD.410.
Nel corso del 1930, nell'estremo tentativo di aggiudicarsi il Trofeo Schneider, il governo francese ordinò alla Bernard lo sviluppo di due nuovi velivoli, designati HV-220 e HV-320. Il primo doveva essere equipaggiato con un potente motore Lorraine 12 Rcr Radium da 2 200 CV, mentre il secondo da un Renault 12 Ncr da 2 000 CV. Contemporaneamente alla Nieuport-Delage vennero ordinati due altri velivoli, designati NiD.651 (con motore Lorraine) e NiD-652 (con motore Renault), ed altri due alla Dewoitine, designati HD.411 (con motore Lorraine 12Rcr) e HD.412 (con motore Renault 12Ncr).

## Tecnica
Il Dewoitine HD.412 era un idrovolante a scarponi, di costruzione interamente metallica. La configurazione era la classica monoplana ad ala bassa a sbalzo, monoblocco. I due galleggianti erano costruiti in metallo, ed erano uniti alla fusoliera mediante due coppie di montanti carenati a forma di V rovesciata. Il velivolo era un monoposto ad abitacolo aperto.
Il propulsore inizialmente previsto era un motore a V invertita Lorraine 12 Rcr Radium a 12 cilindri, raffreddato a liquido, erogante la potenza di 2 200 CV (1 390 kW) al livello del mare, ed azionante un'elica tripala metallica. Il motore era dotato di un compressore a due stadi Rateau. Con tale motore l'aereo avrebbe dovuto raggiungere una velocità massima di 600 km/h. Tale propulsore non fu mai installato, ed al suo posto fu montato un motore Hispano-Suiza 18R erogante 1 680 CV. Si trattava di un propulsore situato all'estrema gamma di produzione della Hispano-Suiza, sviluppato a partire dal 1929, dotato di 18 cilindri disposti a W. Nella versione 18S aveva una cilindrata di 54 litri, ed erogava una potenza di 1 125 CV a 2 000 giri, alimentato da nove carburatori a triplo corpo. Il motore pesava 590 kg, e nella versione 18R, senza riduttore, consumava 225 grammi di carburante per cavallo erogato, con una miscela di alimentazione che forniva 85 ottani.

## Impiego operativo

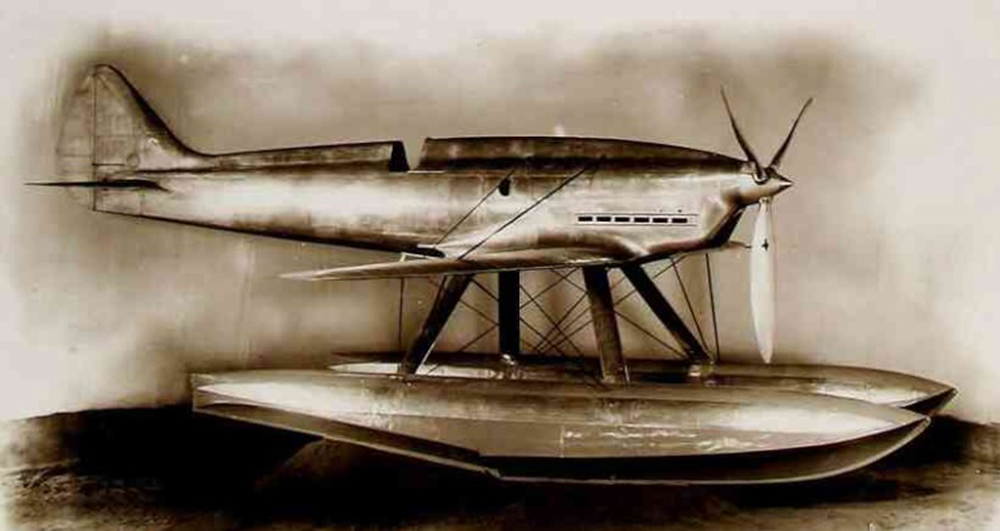
Modello del Dewoitine HD.411.

Il prototipo del Dewoitine HD.411 non venne mai completato come originariamente previsto a causa delle insormontabili difficoltà di sviluppo del propulsore Lorraine 12 Rcr Radium, che si pretendeva superiore a qualsiasi propulsore allora esistente. Nel luglio del 1931 il primo esemplare del propulsore Lorraine 12 Rcr venne mandato presso le officine Dewoitine di Tolosa per essere installato sul nuovo velivolo. Al banco di prova il motore si dimostrò però incapace di superare i 2 000 giri. Il capo progettista della Lorraine, ingegnere Marius Barbarou, eseguì una serie di interventi correttivi, ma la prevista potenza di 2 200 CV non venne mai raggiunta. Nell'agosto dello stesso anno lo sviluppo del motore venne abbandonato senza che nessun altro propulsore fosse consegnato alla Bernard o alla Nieuport-Delage. L'abbandono del propulsore Lorraine portò alla sospensione dello sviluppo dell'HV-220.
L'aereo Dewoitine, sotto la designazione HD.412, volò per la prima volta alla fine del 1931, equipaggiato con un propulsore Hispano-Suiza 18R da 1 680 CV, facendo registrare una velocità massima di 565 km/h. Venne deciso di modificare il prototipo HV-120 in vista della sua partecipazione alla competizione, ma anche tale soluzione fu ben presto abbandonata. La morte del pilota Georges Bougault, deceduto durante il volo inaugurale del prototipo Bernard HV-120, avvenuta a Berre il 30 luglio 1931, unitamente alla scomparsa del collaudatore Antoine Paillard, ed alle difficoltà incontrate da Joseph Sadi-Lecointe che non riuscì a far volare il prototipo Nieuport-Delage NiD-650, portarono all'abbandono della partecipazione francese. Il secondo prototipo, che doveva essere equipaggiato con il motore Renault 12Ncr non venne mai terminato.
Tutto il governo francese si era aspettato una brillante partecipazione della propria squadra alla Coppa Schneider del 1931, che doveva tenersi a Calshot Spit, nell'Inghilterra del sud. La squadra sulla carta poteva contare sugli idrocorsa Bernard HV-40, HV-42, HV-120, Dewoitine HD.412 e Nieuport-Delage NiD-650, tutti velivoli appositamente progettati per la gara. Purtroppo la loro partecipazione venne annullata a causa di insormontabili problemi di messa a punto dei propulsori. Anche la squadra italiana dovette essere ritirata, perché gli aerei non furono messi a punto in tempo per la partecipazione. Entrambe le squadre chiesero all'organizzazione di spostare la gara, per potervi prendere parte, ma il British Royal Aero Club rifiutò. A causa di problemi politici ed economici la Gran Bretagna fu in grado di organizzare l'evento grazie a una donazione di 100.000 sterline effettuata da Lady Houston. La gara si svolse sabato 12 settembre, e vide la vittoria del Supermarine S.6B pilotato da John N. Boothman, che aggiudicò definitivamente la coppa alla Gran Bretagna. La Section d'Entrainement sur Hydravion à Grande Vitesse di Berre venne sciolta nel marzo del 1932.

## Versioni
- HD.40: primo progetto relativo ad un idrovolante da addestramento per alta velocità.
- HD.41: progetto del 1930 relativo ad un idrovolante da competizione, ordinato in due esemplari.
- HD.411: progetto del 1931 per una versione dotata del propulsore Lorraine 12Rcr Radium. Non realizzato.
- HD.412: ridenominazione del 1931 dell'idrovolante HD.411 equipaggiato con propulsore Hispano-Suiza 18R.